# 珠玑路
珠玑路位于中国广州市荔湾区，是一条呈南北走向的道路。其北起第十甫路，南至六二三路，长458米，宽约13米，目前车辆通行方向为由北往南单向通行。原名珠巷和三角市大巷，20世纪20年代末扩建为道路，取珠巷的“珠”字再加“玑”字作为路名，曾讹传与南雄珠玑巷有关。
今和平西路與珠璣路交界處，原有大觀河流經，為西關最繁華之地，涌上的八座橋清朝名為「八橋之盛」。

## 与之交会道路
- 顺序由北往南排列，粗体字为主干道
- 第十甫路
- 十三甫路
- 和平西路
- 梯云东路
- 六二三路

## 公共交通
- 广州地铁1号线黃沙站
- 广州地铁6号线黃沙站

均在鄰近珠璣路位置設有出口。